# 索斯
索斯是奥地利下奥地利州巴登县的一个市镇。总面积5.48平方公里，总人口1134人，人口密度206.9人/平方公里（2005年）。